# Pierrick Capelle
Pierrick Capelle (Lesquin, 15 aprile 1987) è un calciatore francese, centrocampista dell'Angers.

## Caratteristiche tecniche
È un esterno sinistro.

## Carriera
Ha giocato nella prima e nella seconda divisione francese.

## Statistiche

### Presenze e reti nei club
Statistiche aggiornate al 1º novembre 2024.
| Stagione        | Squadra         | Campionato      | Campionato | Campionato | Coppe nazionali | Coppe nazionali | Coppe nazionali | Coppe continentali | Coppe continentali | Coppe continentali | Altre coppe | Altre coppe | Altre coppe | Totale | Totale |
| Stagione        | Squadra         | Comp            | Pres       | Reti       | Comp            | Pres            | Reti            | Comp               | Pres               | Reti               | Comp        | Pres        | Reti        | Pres   | Reti   |
| --------------- | --------------- | --------------- | ---------- | ---------- | --------------- | --------------- | --------------- | ------------------ | ------------------ | ------------------ | ----------- | ----------- | ----------- | ------ | ------ |
| 2009-2010       | Avion           | CFA2            | 12         | 4          | CF              | 2               | 0               | -                  | -                  | -                  | -           | -           | -           | 14     | 4      |
| 2010-2011       | Avion           | CFA             | 28         | 8          | CF              | 0               | 0               | -                  | -                  | -                  | -           | -           | -           | 28     | 8      |
| Totale Avion    | Totale Avion    | Totale Avion    | 40         | 12         |                 | 2               | 0               |                    | -                  | -                  |             | -           | -           | 42     | 12     |
| 2011-2012       | Quevilly-Rouen  | CN              | 36         | 6          | CF              | 8               | 4               | -                  | -                  | -                  | -           | -           | -           | 44     | 10     |
| 2012-2013       | Clermont Foot   | L2              | 35         | 4          | CF+CdL          | 0+2             | 0+1             | -                  | -                  | -                  | -           | -           | -           | 37     | 5      |
| 2013-2014       | Clermont Foot   | L2              | 7          | 0          | CF+CdL          | 0+0             | 0+0             | -                  | -                  | -                  | -           | -           | -           | 7      | 0      |
| 2014-2015       | Clermont Foot   | L2              | 33         | 2          | CF+CdL          | 2+2             | 0+1             | -                  | -                  | -                  | -           | -           | -           | 37     | 3      |
| Totale Clermont | Totale Clermont | Totale Clermont | 75         | 6          |                 | 6               | 2               |                    | -                  | -                  |             | -           | -           | 81     | 8      |
| 2015-2016       | Angers          | L1              | 28         | 4          | CF+CdL          | 2+1             | 0+0             | -                  | -                  | -                  | -           | -           | -           | 31     | 4      |
| 2016-2017       | Angers          | L1              | 32         | 2          | CF+CdL          | 2+1             | 1+1             | -                  | -                  | -                  | -           | -           | -           | 35     | 4      |
| 2017-2018       | Angers          | L1              | 28         | 2          | CF+CdL          | 1+1             | 0+0             | -                  | -                  | -                  | -           | -           | -           | 30     | 2      |
| 2018-2019       | Angers          | L1              | 26         | 3          | CF+CdL          | 1+1             | 0+0             | -                  | -                  | -                  | -           | -           | -           | 28     | 3      |
| 2019-2020       | Angers          | L1              | 24         | 1          | CF+CdL          | 3+0             | 2+0             | -                  | -                  | -                  | -           | -           | -           | 27     | 3      |
| 2020-2021       | Angers          | L1              | 35         | 3          | CF              | 4               | 0               | -                  | -                  | -                  | -           | -           | -           | 39     | 3      |
| 2021-2022       | Angers          | L1              | 30         | 0          | CF              | 1               | 0               | -                  | -                  | -                  | -           | -           | -           | 31     | 0      |
| 2022-2023       | Angers          | L1              | 26         | 0          | CF              | 1               | 0               | -                  | -                  | -                  | -           | -           | -           | 27     | 0      |
| 2023-2024       | Angers          | L2              | 37         | 5          | CF              | 2               | 0               | -                  | -                  | -                  | -           | -           | -           | 39     | 5      |
| 2024-2025       | Angers          | L1              | 7          | 0          | CF              | -               | -               | -                  | -                  | -                  | -           | -           | -           | 7      | 0      |
| Totale Angers   | Totale Angers   | Totale Angers   | 273        | 20         |                 | 21              | 4               |                    | -                  | -                  |             | -           | -           | 294    | 24     |
| Totale carriera | Totale carriera | Totale carriera | 424        | 44         |                 | 37              | 10              |                    | -                  | -                  |             | -           | -           | 461    | 54     |